# Batalha de Curupaiti
A batalha de Curupaiti (em espanhol Curupayty) foi uma das grandes batalhas da Guerra do Paraguai, travada no dia 22 de setembro de 1866 no Forte de Curupaiti, às margens do rio Paraguai. É lembrada por ter sido a maior derrota da Tríplice Aliança em toda a guerra, cujo confronto envolveu cerca de 25 mil soldados, sendo 20 mil soldados aliados e por volta de 20 navios da Armada Imperial contra 5 mil paraguaios entrincheirados. Animados, os aliados vinham de uma importante vitória conquistada em Curuzu, quando o exército do general Manuel Marques de Sousa, Visconde de Porto Alegre, apoiados pelo forte bombardeio da marinha brasileira, sob o comando do almirante Tamandaré, investiram contra o forte entre os dias 1 e 3 de setembro com mais de 8 mil soldados, logrando êxito na expulsão e captura do mesmo. Porto Alegre decidiu não perseguir o inimigo, que havia atingido Curupaiti, alegando, dentre outros motivos, não conhecer o local.
Neste meio tempo, houve divergências entre o comandante das forças aliadas Bartolomé Mitre e comandantes brasileiros, ameaçando até mesmo o andamento da guerra, sobre como o ataque a Curupaiti deveria ser realizado. O plano de Mitre prevaleceu, sendo organizado para o dia 16. Porém, o presidente paraguaio Francisco Solano López solicitou um encontro para o dia 12, com os líderes aliados, para discutirem uma proposta de paz que beneficiariam ambos os lados. Os líderes brasileiro e uruguaio não participaram, restando apenas Mitre como representante. Não se chegou a nenhum acordo entre os envolvidos. No dia 16 choveu incessantemente, atrasando o ataque aliado em vários dias, uma vez que Tamandaré alegou que um bombardeio ao forte sob chuva seria ineficaz.
Por causa disso, o ataque foi adiado para o dia 22 de setembro, quando se iniciou pela fuzilaria da esquadra imperial. Durante cerca de cinco horas, os navios lançaram tiros e bombas sobre Curupaiti, conseguindo atingir alguns alvos secundários. Porém, o ataque naval foi considerado inútil, pois devido ao plano elevado do forte, os navios tiveram de ajustar o ângulo de tiro, fazendo com que os projéteis passassem por cima das posições defensivas do complexo. Dessa maneira, os canhões paraguaios permaneceram intactos. Sem saber disso, Tamandaré sinalizou para que o exército avançasse. Os 20 mil soldados aliados foram divididos em quatro colunas principais e uma central, ainda debatida por alguns autores se esta, de fato, existiu. Duas colunas eram brasileiras e estavam sob o comando de Porto Alegre, e estas atacariam o flanco direito do forte. As outras duas colunas, argentinas, sob a liderança de Mitre, avançariam pelo flanco esquerdo. Uma quinta coluna, destinada a avançar pelo centro, era supostamente formada por unidades uruguaias, mas há divergências se estas participaram ou não. Convencidos da vitória, os aliados marcharam trajando uniformes a rigor ao som dos clarinetes e toques das bandas de música.
Durante o avanço, as tropas foram surpreendidas pela violência inesperada dos canhões inimigos. As colunas tiveram grandes dificuldades para avançar pelas direções planejadas. Os brasileiros com muito esforço, conseguiram romper a primeira trincheira e foram apanhados de surpresa quando descobriram que havia uma segunda trincheira a ser vencida. Mitre, acreditando que os brasileiros haviam cruzado o fosso principal, ordenou um segundo avanço argentino, só para serem massacrados pelos paraguaios. Após algumas horas de combate, as colunas aliadas começaram a fugir do campo de batalha em desordem, com Mitre ratificando a retirada ao anoitecer. Ao final da batalha os aliados perderam cerca de quatro mil homens contra apenas 250 dos defensores. Essa derrota repercutiu de maneira negativa nos aliados, fazendo com que alguns deles optassem por negociar a paz com os paraguaios. O imperador D. Pedro II, porém, recusou qualquer proposta de paz com Solano López e decidiu por continuar a guerra, sendo seguido pelos outros dois países da Tríplice Aliança. Mesmo após a vitória, muitos paraguaios desertavam de suas posições, obrigando López a decretar uma lei que puniria os familiares daqueles que desertassem. Os aliados continuaram a atacar o forte nos meses seguintes.

## Antecedentes

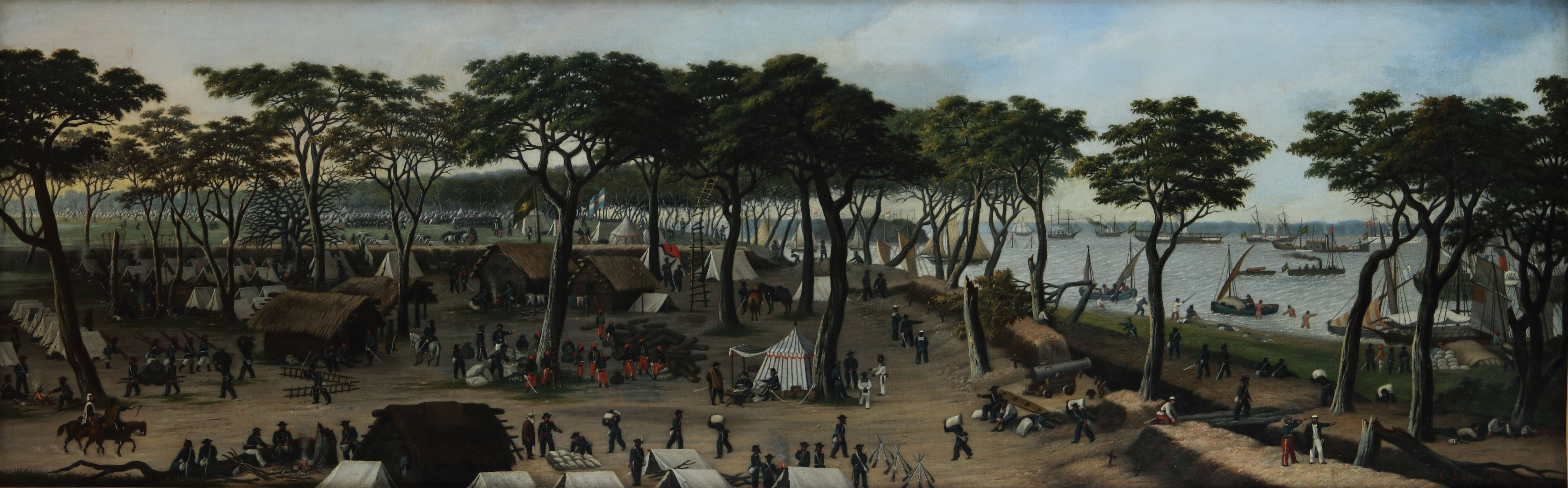
O interior do Forte de Curuzu, por Cándido López

Em meio a discussão sobre quem comandaria e quem se sujeitaria no alto comando aliado, confirmou-se, no dia 28 de agosto de 1866 em um conselho onde participaram o general Bartolomé Mitre, Presidente da Argentina e comandantes dos aliados, o general Manuel Marques de Sousa, Visconde de Porto Alegre, o general Polidoro Jordão, Visconde de Santa Teresa, e o almirante Tamandaré, a ação sobre Curupaiti, já decidida desde o dia 18 de agosto. A frota imperial bombardearia Curuzu e Curupaiti e desembarcaria as tropas do general Porto Alegre próximo aos fortes, de onde atacariam, pela retaguarda, o flanco direito das fortificações.
No dia 1º de setembro, às 07h30, a frota formada pelos couraçados Bahia, Brasil, Barroso, Lima Barros (capitânia de onde o chefe Elisiário Antônio dos Santos comandava o ataque), Rio de Janeiro e Tamandaré; canhoneira Magé e os navios a vapor de madeira Beberibe, Belmonte, Araguaia, Araguari, Ipiranga, Parnaíba, Ivaí e Greenhalgh, se aproximou da fortificação paraguaia de Curuzu, iniciando o bombardeio. Durante o dia, os navios trocaram tiros com os 12 canhões e 2800 espingardas do forte, causando danos mútuos. Os navios de madeira levaram 800 soldados para a margem do Chaco, para destruírem uma posição de onde os paraguaios faziam descer brulotes e torpedos em direção da esquadra. Somente com o anoitecer o duelo cessou, tendo o Rio de Janeiro sido atravessado por duas balas, matando 6 marinheiros.
No dia 2, o Rio de Janeiro enfrentou novamente o forte, mas foi atingido por dois torpedos, afundando logo em seguida e levando consigo 53 homens. A bordo dos navios da frota imperial, havia 8 385 soldados, sob o comando de Porto Alegre, que foram desembarcados, às 15h00, em um terreno à uns quatro quilômetros de Curuzu, de onde avançaram até lá dando combate a seus defensores e fixando posições. Essa coluna se preparou para o ataque ao forte na manhã do dia seguinte.
No dia de 3 setembro, a frota iniciou um forte e prolongado bombardeio a Curuzu havendo, em seguida, o início do ataque terrestre das forças de Porto Alegre. Contra os aliados, estavam 13 canhões e, novamente, os 2,8 mil homens, sob o comando do coronel Jimenez. O terreno, por onde a coluna aliada avançaria, era formado por lagunas, espinheiros e pântanos. Contudo, apesar desta desvantagem, a coluna rumou com sucesso sobre os defensores do forte, pela direita e esquerda, sendo tomada de assalto e os paraguaios perseguidos até as proximidades de Curupaiti, caindo 832 deles. George Thompson, engenheiro britânico de Francisco Solano López, afirmou que os brasileiros avançaram “com bravura sob fogo contínuo da artilharia, marchando com água quase até o pescoço”.
Um grupo de soldados brasileiros, comandados pelo coronel Astrogildo Pereira, em perseguição dos soldados paraguaios, alcançou as baterias de Curupaiti, e constatou que seu flanco esquerdo não possuía trincheira e poderia ser facilmente tomado. Se Porto Alegre continuasse a perseguição com suas tropas e atacasse Curupaiti poderia destruir seu parapeito e jogar seus canhões no rio, o que poderia facilitar o ataque do dia 22 de setembro ou mesmo conseguir ocupá-la. Porém, Porto Alegre não atacou, alegando não conhecer as condições dessa posição, a natureza do terreno e a distância a ser percorrida. A imobilidade de Porto Alegre permitiu aos paraguaios se reagruparem, fortificando-se.

### Proposta de paz

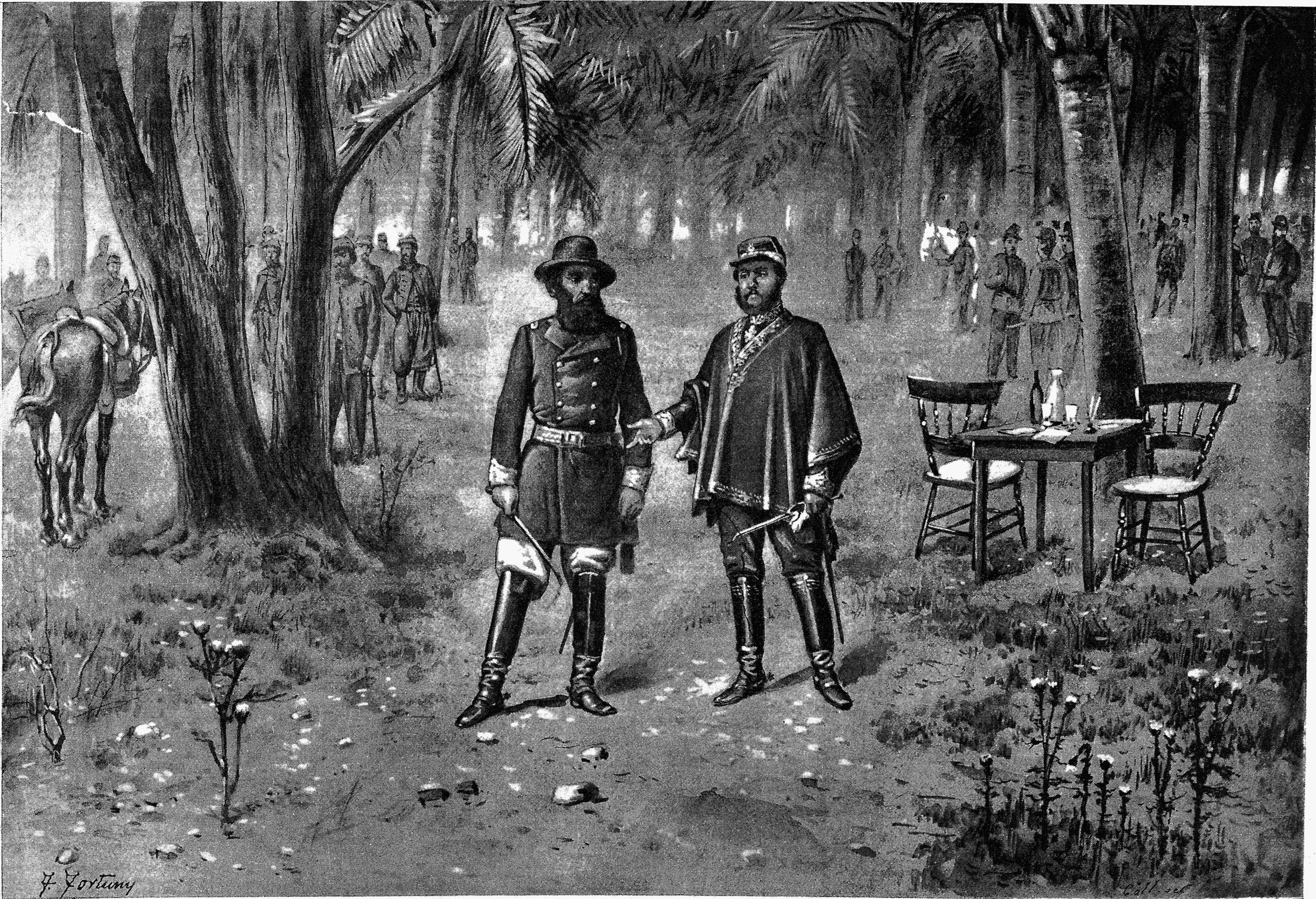
Encontro de Yatayti-Corá, entre Mitre e López
Por Francisco Fortuny, 1865-1942

No dia 8 de setembro, reuniram-se Bartolomé Mitre, Polidoro Jordão e Venancio Flores, presidente e comandante uruguaio. Nesta reunião foi decidido que o ataque a Curupaiti ocorreria no dia 16 de setembro sob a vanguarda das tropas do general Manuel Marques de Sousa, Visconde de Porto Alegre, cavalaria de Flores, 20 mil soldados de Polidoro ficariam de prontidão em Tuiuti, e nove mil soldados argentinos de Mitre com 12 canhões. As tropas aliadas estavam animadas com a vitória em Curuzu e não perceberam que as posições defensivas de Curupaiti eram melhores, uma vez que López ordenara a construção de novas trincheiras, um considerável fosso ao redor destas e havia novas peças de artilharia.[carece de fontes?]
Antes do início das operações, no dia 11 de setembro, o marechal Francisco Solano López enviou uma carta a Mitre solicitando um encontro com os representantes das forças aliadas em Yataytí-Corá para discutir uma proposta de paz. Polidoro foi convidado, mas recusou em respeito à ordem do governo imperial e de seus superiores militares de não negociar com o chefe de estado paraguaio. Flores se retirou logo no início da conferência, após ter discutido com López, por este tê-lo classificado como o responsável pela guerra. Tal situação comprometeu seriamente qualquer tentativa de paz.[carece de fontes?]
Durante o encontro, Lopez argumentou com Mitre que só entrou na guerra contra o Império do Brasil por achar que este dominaria o Uruguai com a intenção de ameaçar os outros, e que não teria nada contra o povo argentino. Também disse que os argentinos deveriam deixá-los sós com os brasileiros, que seriam facilmente derrotados mesmo que duplicassem seus exércitos. Após 5 horas de reunião foi redigido, a mando de Lopez, um protocolo do encontro onde foi destacado que o líder paraguaio tinha por objetivo encontrar uma solução conciliatória e honrosa para ambos os lados. O documento informava que Mitre limitou-se a ouvir a proposta, que qualquer decisão seria tomada por seu governo e dos outros aliados, além de não oferecer condições de paz além das estabelecidas pelo Tratado de 1º de Maio. Alguns jornais, como o brasileiro Jornal do Commercio e o paraguaio El Semanario divulgaram na íntegra o documento. Neste encontro não foi acertado nenhum acordo para o fim d guerra, tendo as hostilidades sido retomadas.

### Operações retomadas
Após o encontro, foram programadas as ofensivas em Curupaiti para o dia 16 de setembro. Neste dia, porém, choveu incessantemente e assim perdurou por dias. Tamandaré argumentou que as fortes chuvas poderiam atrapalhar o bombardeio do forte. O terreno do acampamento aliado se transformou em um lodaçal. Além disso, as trilhas por onde os atacantes avançariam se apagaram. Neste meio tempo, o general Manuel Marques de Sousa, Visconde de Porto Alegre, por achar que seu poder havia sido minado pelo comandante argentino, teve desentendimentos com Bartolomé Mitre. Porto Alegre desejava que o ataque partisse de Tuiuti, onde as tropas de Polidoro Jordão estavam, por achar que de lá poderiam atingir o ponto mais fraco da fortificação. Tal informação era baseada no informe de um desertor paraguaio. Mitre manteve-se firme em continuar com o plano ofensivo original, recebendo apoio de Flores. O almirante Tamandaré e o próprio Porto Alegre acabaram por concordar com o plano.

## Forte de Curupaiti

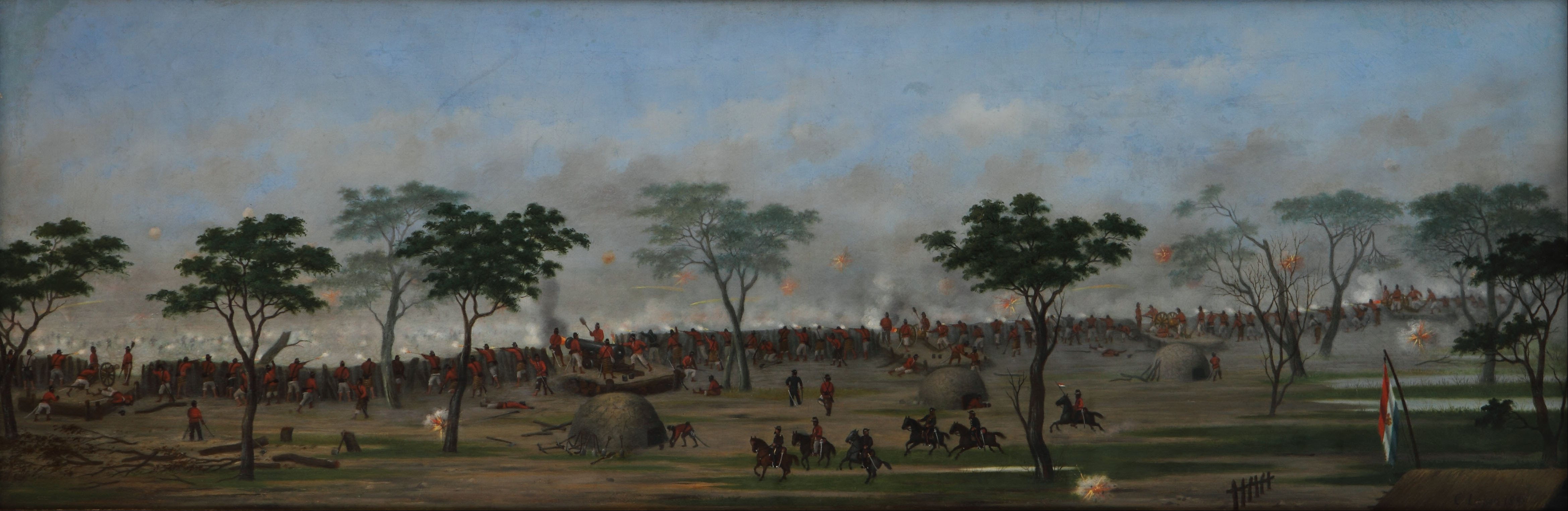
Trincheira de Curupaiti, por Cándido López

Curupaiti era um conjunto de fortificações e trincheiras que estava cerca de 5,5 quilômetros ao sul da fortaleza de Humaitá, sendo parte deste complexo defensivo. Sua ala direita estava sobre o rio Paraguai, cuja margem estava forrada de vegetação fechada, encobrindo o terreno alagado, inviabilizando um desembarque das tropas aliadas. Havia 32 ou 35 canhões apontados para o rio, que poderiam causar grandes danos aos navios que tentassem ultrapassá-la para tentar um desembarque acima da fortificação. Além destes, havia outros 58 apontados para terra, incluindo o El Cristiano ("O Cristão"), um canhão de 12 toneladas construído a partir dos sinos de bronze das igrejas do Paraguai, daí o seu nome.
A artilharia estava protegida sob duas linhas paralelas de trincheiras, uma de vigilância e outra de resistência, prontas para flanquearem as colunas atacantes aliadas com viva fuzilaria. A primeira trincheira tinha pouco mais de um metro de largura e dez de profundidade. A segunda, mais elevada, seguia a escarpa estendida entre o rio e a lagoa López e tinha cerca de três metros de largura por 2,8 metros de profundidade. O bordo exterior da trincheira possuía estacas afiadas, construídas com madeiras de árvores recém-cortadas, organizadas em forma de abatis, com suas enormes raízes para dentro, ocultando a artilharia.

## Batalha
Mesmo tendo várias divergências com outros generais aliados, Bartolomé Mitre ordenou o ataque à posição do inimigo fortificada de Curupaiti. Esta batalha foi a primeira que o líder argentino planejou, e a primeira e única executada diretamente por ele. Baseando-se em estratégias europeias, Mitre planejou um ataque frontal a baioneta, seguido por uma simulação de retirada para levar os paraguaios a sair da fortaleza a fim de persegui-los, para, depois, dar meia-volta e subjugá-los.

### Ataque da esquadra

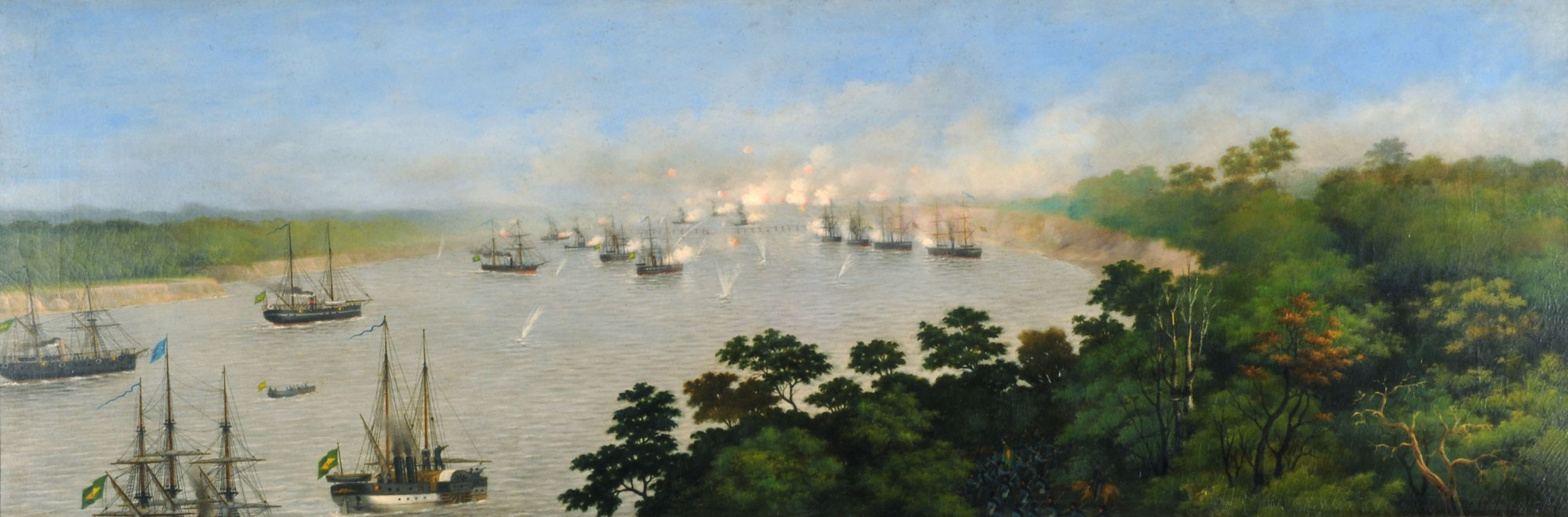
Ataque da esquadra brasileira, por Cándido López

A posição defensiva de Curupaiti tinha, em seu interior, de quatro a cinco mil soldados paraguaios e em torno de 90 canhões apontados para o rio e terra, sob o comando do general José E. Díaz. Na manhã do dia 22 de setembro de 1866, a esquadra imperial composta pelos couraçados Brasil, Barroso e Tamandaré; canhoneiras Ipiranga, Belmonte e Parnaíba (capitânia); bombardeiras Pedro Afonso e Forte de Coimbra e as chatas números 1, 2 e 3 iniciaram o bombardeio do forte, sendo prontamente respondidas pelos atacados.[carece de fontes?] Às 08h30, os couraçados Lima Barros e Bahia avançaram sobre o forte, descobrindo a barranca em que este se erguia, disparando viva fuzilaria à distância de suas amarras. Mais abaixo, uma pequena frota de canhoneiras formada pelo Mearim, Araguaia, Ivaí, Iguatemi e Araguari atacaram um ponto de onde os defensores atiravam contra as primeiras incursões do exército.
Às 10h30, a esquadra consegue desalojar um grupo de soldados que estavam em uma pequena trincheira construída para ser um dos suportes da linha principal. Um disparo derruba uma parte do parapeito, enterrando vivo um oficial. Ao meio-dia, o Brasil, Barroso e Tamandaré conseguem romper uma barreira de estacadas que bloqueava a passagem, fundeando, em seguida, muito próximo das baterias paraguaias. Os couraçados varrem à metralha tal posição. O Bahia, Lima Barros e Parnaíba fundeiam ao lado do Chaco.
Em um dado momento, um projétil, vindo de um dos navios brasileiros, acertou uma das peças de artilharia calibre 68, posicionada próxima do rio, partindo-a em dois. Este mesmo tiro atingiu o major paraguaio Zayas, despedaçando-o completamente. Os estilhaços, do suporte do canhão atingido, feriram vários artilheiros próximos. O Beberibe sobe e sinaliza para o exército atacar. Apesar do bombardeio naval ter durado quase 5 horas, fora ineficaz. A fortificação se estendia à nove metros do nível do rio, e isto obrigava os navios a ajustarem o ângulo de seus canhões. Contudo, tal ajuste fazia com que as bombas passassem adiante das posições paraguaias, sem o conhecimento de Tamandaré.

### Ataque do exército

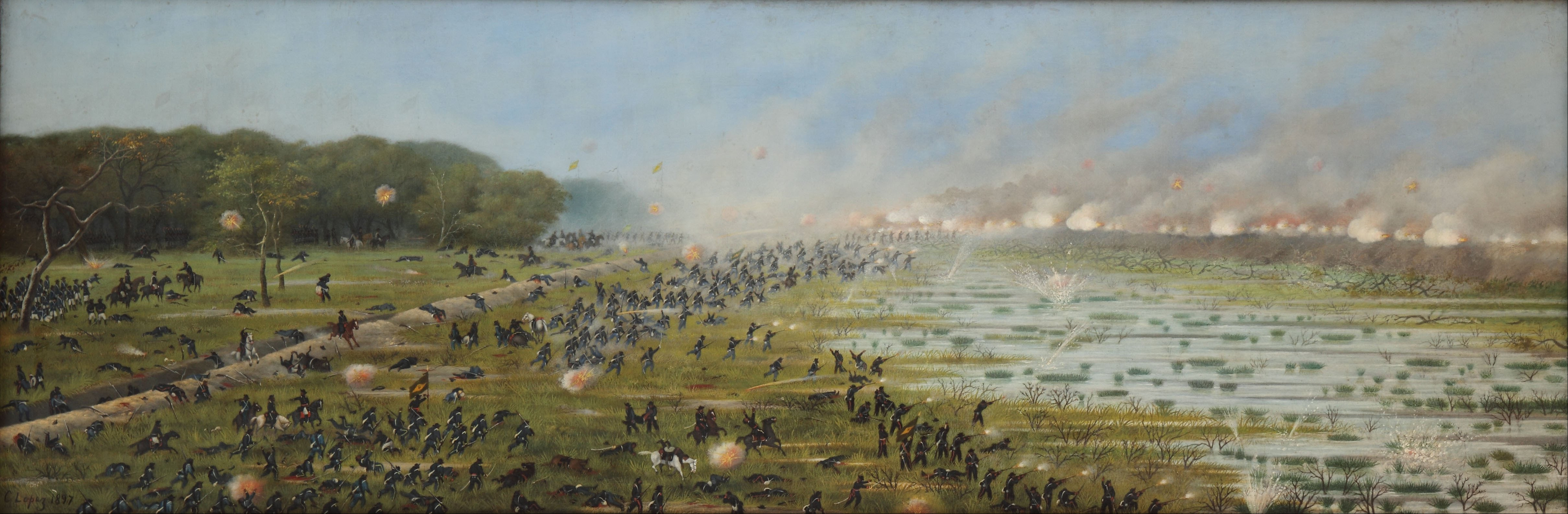
Assalto da coluna brasileira sobre o forte, por Cándido López

Às 12h00, o exército recebeu o sinal da esquadra para iniciar o ataque. O comando aliado estava confiante na vitória. Na hora indicada, as colunas se movimentaram em perfeita ordem, ao som dos clarinetes e ao toque das bandas de música. As tropas estavam muito bem uniformizadas, com vistosos trajes. Os oficiais estavam trajando uniformes de gala. Iniciaram o ataque com bravura, apoiados pelas descargas de suas baterias artilhadas e da esquadra. Durante o avanço, os paraguaios iniciaram fuzilaria de seus canhões, à direita e à esquerda das colunas aliadas.
A troca de tiros entre os adversários "recheava os céus de uma espessa fumaça negra... e que não permitia ver nada além dos quatro metros de distância; aquela sucessão ininterrupta de relâmpagos produzidas pelos disparos dos canhões e pelas curvas que os foguetes congreve faziam, seguindo diferentes direções, cujas lívidas luzes rasgavam a obscuridade", conforme relata Centurión.
Bartolomé Mitre dividiu as forças aliadas em cinco colunas e iniciou o avanço sobre Curupaiti. À esquerda estavam duas colunas brasileiras, sob o comando do general Albino Carvalho e o coronel Augusto Caldas. Carvalho marchou com seis divisões de infantaria e algumas unidades da cavalaria; Caldas tinha sob seu comando algumas unidades da Guarda Nacional.[carece de fontes?] Esta divisão costeou a margem do rio, protegidos pelo mato, e avançaram pelo flanco direito dos inimigos. As colunas brasileiras estavam apoiadas por 8 peças de artilharia raiada, 2 obuses e 4 foguetes a congreve. À direita estavam duas colunas argentinas. A primeira coluna era composta por doze batalhões de infantaria, sob o comando do general Wenceslao Paunero. A segunda coluna, comandada pelo general Emílio Mitre, irmão do presidente argentino, marchava com cinco batalhões de infantaria,[carece de fontes?] apoiados por uma bateria de 12 peças de artilharia, sob o comando do coronel Julio de Vedia.
As colunas argentinas avançaram sobre o flanco esquerdo paraguaio. As colunas argentinas e brasileiras que estavam mais ao interior, atacaram o centro, enquanto as que estavam mais a extremidade flanquearam o forte. A coluna do centro, segundo Borga, era composta por unidades do exército uruguaio, porém tal participação é discutível entre alguns autores.[carece de fontes?] A força aliada empregada no ataque somava cerca de 20 mil soldados, com números equivalentes de argentinos e brasileiros, sob o comando do general Mitre. Em oposição a esta força, cinco mil paraguaios estavam entrincheirados em duas linhas de defesa, cujo local era elevado o suficiente para observar todo o avanço aliado. Ao mesmo tempo, os aliados só conseguiam ver apenas uma das linhas defensivas.[carece de fontes?]
Logo no início do avanço, os aliados começaram a sofrer pesadas baixas. As tropas que avançaram pelo centro encontraram o rigor da artilharia paraguaia em um terreno plano e alagado, pelos vários dias de chuvas, coberto por uma lama profunda, além das ervas daninhas. Tais forças foram surpreendidas pela violência inesperada do fogo dos canhões, que Tamandaré afirmava ter destruído, contudo, os aliados continuavam a seguir em frente, superando os obstáculos por usar feixes de galhos e escadas, que levavam. De assalto, a coluna central atingiu a trincheira principal, mas foram detidos por uma laguna e uma barreira de ervas daninhas que impossibilitaram o avanço, contribuindo para mais baixas. As colunas que deveriam flanquear a posição defensiva também tiveram extremas dificuldades. Um regimento argentino sob o comando do general Ignacio Rivas continuava a avançar, apesar dos obstáculos, mas quando atingiram a trincheira foram detidos, pois os poucos que conseguiram penetrar a posição estavam esgotados.
As forças brasileiras, sob pesado fogo que, segundo Borga, parecia uma parede de balas, apesar de tudo, conseguiram atravessar a primeira trincheira, cujo fosso se transformou na sepultura de muitos praças. Mitre, ao ter conhecimento disso, acreditou que as forças imperiais haviam conseguido atravessar a trincheira principal, e não apenas a primeira. De posse dessa informação errônea, ordenou um segundo avanço de forças argentinas, para apoiar a suposta vitória brasileira. As colunas faziam avanços sucessivos e, mesmos surpreendidos pela força da artilharia paraguaia, que dizimava suas fileiras e pelas armadilhas espalhadas pelo terreno, continuaram a avançar, tropeçando em corpos de companheiros caídos. Para a surpresa dos soldados aliados, após grandes baixas, é que se deram conta de que havia uma segunda trincheira a ser conquistada. Após um período de hesitação, foi-lhes ordenado para continuar o avanço. Com muita dificuldade, conseguiram atingir o segundo fosso, com cerca de 40 soldados atingindo o recinto principal e apoderando-se de quatro canhões, mas por pouco tempo, pois logo foram exterminados pelos defensores.
Mitre esteve o tempo todo no campo de batalha, tendo de trocar de cavalo, num dado momento, visto que este fora atingido por estilhaços. Uma bomba explodiu próximo a ele, cobrindo-o de barro. Muito diferente de López que observava a batalha de longe. Alguns espectadores paraguaios relataram que ficaram admirados com o sangue-frio dos soldados aliados, que marchavam adiante, por horas, para preencheram claros dos companheiros caídos, cientes de que poderiam ser os próximos a caírem. O drama do combate é exemplificado pela conversa de José Ignacio Garmendia com Martín Viñales do 1º Batalhão de Santa Fé, quando o primeiro o viu ensanguentado e perguntou se este último estava ferido: "não é nada", respondeu Viñales, "apenas um braço a menos; a pátria merece mais". A frota imperial tentava dar suporte ao ataque terrestre. Porém, devido à proximidade do forte de Humaitá que poderia causar-lhes sérios danos, os navios tinham de ficar a uma distância segura, de modo que as balas atiradas contra Curupaiti perdiam força e precisão e o apoio terminava por ser muito fraco.[carece de fontes?]

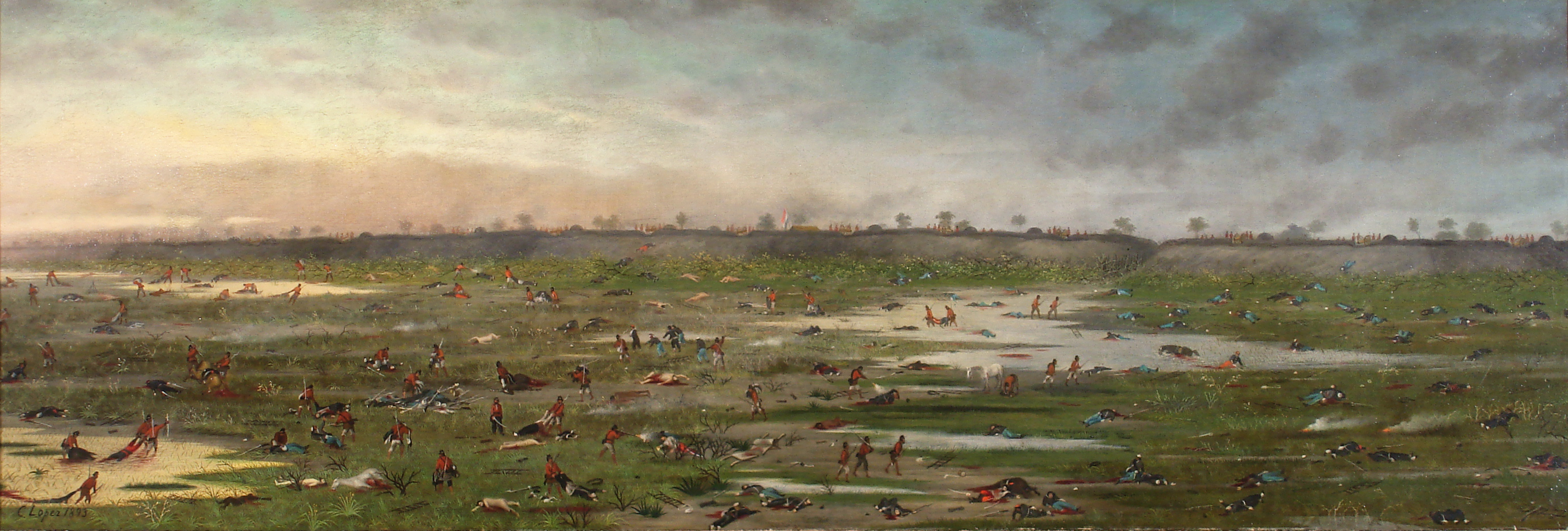
O momento posterior à Batalha de Curupaiti, por Cándido López

Após horas de batalha, já anoitecendo, Bartolomé Mitre ordenou a retirada das forças aliadas, uma vez que não havia mais reservas disponíveis. Tal ordem foi apenas para ratificar o que já ocorria. As tropas já haviam começado a fugir do campo de batalha em debandada, tendo o general Manuel Marques de Sousa, Visconde de Porto Alegre tentado inutilmente contê-los, com a intenção de tentar um novo avanço. Este general mais tarde reclamaria do comando de Mitre, em uma série de imputações, responsabilizando-o pela derrota.
O general Díaz se manteve de pé durante toda a batalha, comandando os homens da bateria. Ao perceber que os aliados estavam em retirada, montou em seu cavalo e percorreu toda a trincheira, gritando viva! e mandando a banda militar tocar músicas em comemoração da vitória, mesmo sob fogo do bombardeio da esquadra. O general paraguaio desejava perseguir os aliados em fuga, mas foi proibido por López. Com o fim da batalha, um batalhão paraguaio saiu das trincheiras, indo em direção do campo de batalha pilhar o que podiam. Estes perguntavam aos soldados aliados feridos se podiam andar, sendo sumariamente mortos se a resposta fosse negativa. Além das roupas que os paraguaios pegaram, pois a maioria lutava seminu, levaram três mil fuzis para Curupaiti.

## Consequências

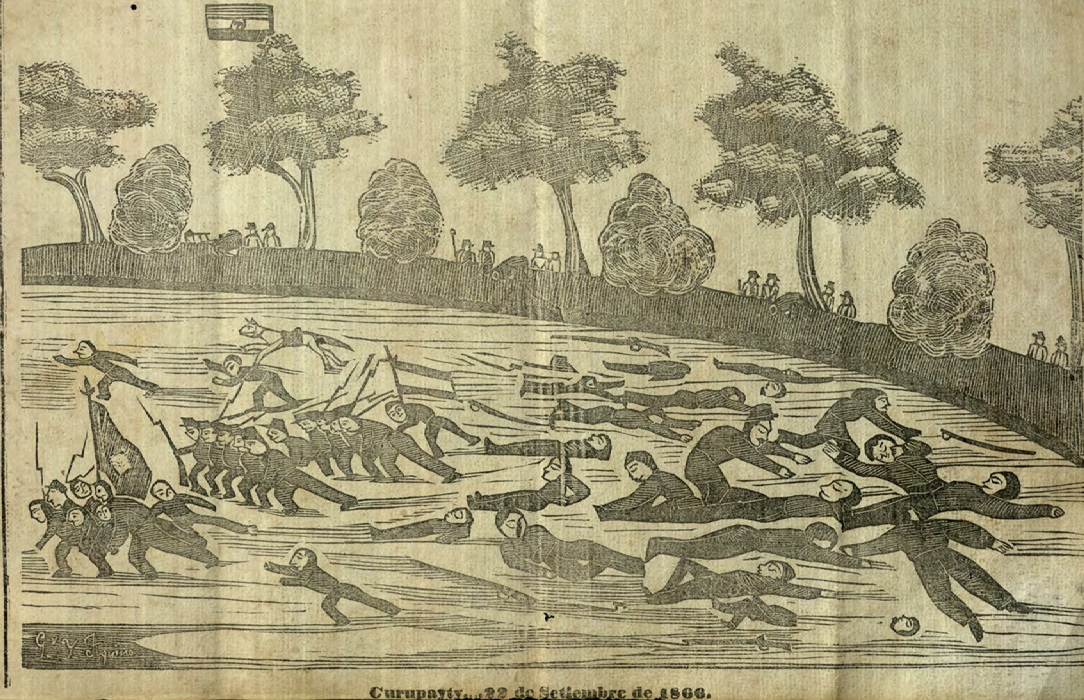
Batalha de Curupaiti (Cabichuí, 23/09/1867).

A batalha de Curupaiti se tornou a maior derrota aliada em toda a guerra. Os números sobre as baixas divergem de autor para autor. Segundo os dados oficiais brasileiros e argentinos, o Brasil perdera 2 011 homens, sendo 411 mortos. A Argentina tivera 1 357 baixas, dos quais 587 foram mortos; o total seria de 3 368 soldados aliados. Porém, o coronel brasileiro Cláudio Moreira Bento, diz que houve quatro mil baixas brasileiras, número corroborado por um observador neutro, o representante espanhol lotado em Buenos Aires, em 1866. Joaquim S. de Azevedo Pimentel, um combatente de Curupaiti, afirma que houve dois mil mortos brasileiros e outros dois mil argentinos. George Thompson relata que os paraguaios perderam 54 soldados, enquanto os aliados sofreram nove mil perdas. Centurión disse que havia cinco mil cadáveres sobre o terreno. Complementa ainda que o batalhão paraguaio, o número 36, composto por 600 praças tivera de enterrar ou jogar no rio dois mil corpos aliados.
Houve uma série de acusações contra Bartolomé Mitre feitas pelo comandante das tropas brasileiras, o general Manuel Marques de Sousa, Visconde de Porto Alegre. O general brasileiro chegou a comentar o seguinte com o ajudante-de-ordens do almirante Tamandaré, Artur Silveira da Motta: "eis aqui o resultado do governo brasileiro não ter confiança em seus generais e entregar seus Exércitos aos generais estrangeiros". No meio militar, em especial o comando aliado, aumentou-se as distensões entres os generais. De um lado, o almirante Tamandaré e Porto Alegre, ambos do partido liberal no Brasil, hostilizavam Bartolomé Mitre. Do outro, Polidoro Jordão, do partido conservador brasileiro e Flores, se solidarizaram com o comandante argentino. Tal desentendimento ameaçou o próprio andamento das forças aliadas na guerra. Mitre já não mais respeitava Tamandaré, pois o achava inadequado em todos os aspectos e, segundo ele, trazia seu primo Porto Alegre em uma tentativa de monopolizar o comando as forças terrestres e navais brasileiras.
Aliado a isso, existia uma discórdia entre os generais brasileiros, obrigando o governo imperial a emitir um decreto em 10 de outubro de 1866 que nomeava o Marquês de Caxias como novo comandante das forças brasileiras. A nomeação teve por objetivo acabar com tais desentendimentos e unificar o comando a alguém que era considerado o militar brasileiro mais importante naquela época. Por fim, a derrota em Curupaiti interrompeu as operações aliadas por dez meses, só retomando o avanço em julho de 1867.

### Repercussões

#### Aliados

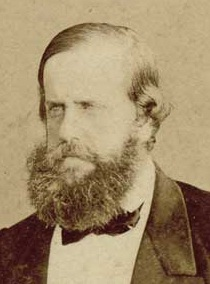
Pedro II do Brasil. Para ele, a ideia de negociar a paz com Solano López era inconcebível.

O governo argentino, alarmado com a derrota em Curupaiti, desejava negociar uma trégua ou a paz com o Paraguai. Para isto, autorizou Bartolomé Mitre a iniciar conversações com o governo paraguaio, entendendo-se previamente com o Brasil e o Uruguai. Autorizou também a não cumprir os artigos do Tratado da Tríplice Aliança que não fossem favoráveis à Argentina. O consulado argentino no Brasil, representado por Juan E. Torrent, argumentou com o governo brasileiro a negociar com López não um tratado de paz que mantivesse o ditador no poder, mas um acordo que fizesse com que o presidente paraguaio renunciasse seu comando, a fim de salvar sua fortuna particular, que ele cria que o López jamais abriria mão. O império recusou a proposta e não deu mais atenção aos pedidos de Torrent por mudanças no tratado de 1 de maio.
Internamente, a Argentina sofria com rebeliões provinciais, pois a guerra era impopular. Ainda assim, decidiu-se pela manutenção do país à Tríplice Aliança, pois agradava os poucos políticos que apoiavam Bartolomé Mitre e beneficiava os comerciantes que lucravam com a guerra. Porém, devido às rebeliões de algumas províncias contra o governo central, as tropas argentinas tiveram de ser retiradas do Paraguai, tendo o país uma participação mais modesta no decorrer do conflito.
A repercussão no Brasil foi péssima, principalmente no círculo político do Rio de Janeiro. Realmente se debatia entre os políticos a ideia de se fazer paz com o Paraguai e iniciar negociações com Francisco Solano López. No entanto, essa ideia desagradava completamente o imperador D. Pedro II. Ele havia dito que qualquer negociação com Solano López, que não fosse nos termos do Tratado da Tríplice Aliança, de 1 de maio de 1865, este renunciaria o trono do Brasil. Tal ideia não vingou, e os deputados atenderam seu desejo de prosseguir a guerra. O imperador estava empenhado em continuar a guerra mesmo com o mínimo de soldados argentinos e uruguaios apoiando a Aliança.
Na sequência da derrota, Venâncio Flores retornou para o Uruguai. Tal retorno já era esperado desde o dia 5 de setembro, mas Flores desejava acompanhar o ataque a esta posição. Isso demonstra que o líder uruguaio não decidiu voltar para sua terra natal por causa da derrota em Curupaiti, apesar deste passar a desacreditar na vitória a partir daquela data. Somado a isso, Flores compactuava com Mitre a ideia de negociar a paz com o Paraguai. As forças uruguaias, no teatro paraguaio, também foram reduzidas.

#### Paraguai
A vitória sobre os aliados elevou a moral de Francisco Solano López perante seus soldados. Ainda assim, o marechal tinha sérios problemas quanto às deserções de suas tropas, desde a invasão de Mato Grosso. Após a vitória em Curupaiti, López publicou uma ordem que determinava o fuzilamento de pais, esposa, filhos e irmãos de cada soldado que desertasse. Além disso, qualquer soldado era passível de ter pena de morte se fosse considerado responsável pela deserção de um companheiro de trincheira ou alojamento. Isso transformou cada soldado paraguaio em espião e delator, o que explicava a baixa deserção após esse evento. A derrota aliada permitiu um pensamento conciliatório para estabelecer a paz. Lopez acreditava que as grandes desavenças que se iniciou, após Curupaiti, entre os generais do comando aliado, faria com que a Tríplice Aliança deixasse de agir, e a paz seria inevitável. Por isso em novembro de 1866, ele se encontrou com o representante estadunidense Charles Washburn. Washburn acreditava que a Aliança se desfaria, e o Império do Brasil exauriria seus recursos materiais, antes de conquistar o Paraguai.

## Curupaiti após a batalha
Meses após a vitória paraguaia, Curupaiti continuaria a ser assediada pelas forças aliadas. No dia 23 de dezembro de 1866, houve um duelo entre as baterias da fortaleza de Curuzu, ocupada pelos aliados e da artilharia de Curupaiti. Neste mesmo dia uma pequena esquadra formada pelos navios Brasil, Barroso, Tamandaré e Iguatemí bombardearam o forte. No dia 29 de dezembro, a mesma frota, adicionada pelos navios Pedro Afonso e Forte de Coimbra, repetem a ação. O vice-almirante Joaquim José Ignácio, o Visconde de Inhaúma, fez um reconhecimento dessa posição, apoiada por forte bombardeio vindo dos couraçados Bahia, Barroso, Tamandaré e Colombo. Cinco dias depois, as baterias de Curuzu, se juntaram ao novo bombardeio da esquadra de Inhaúma.

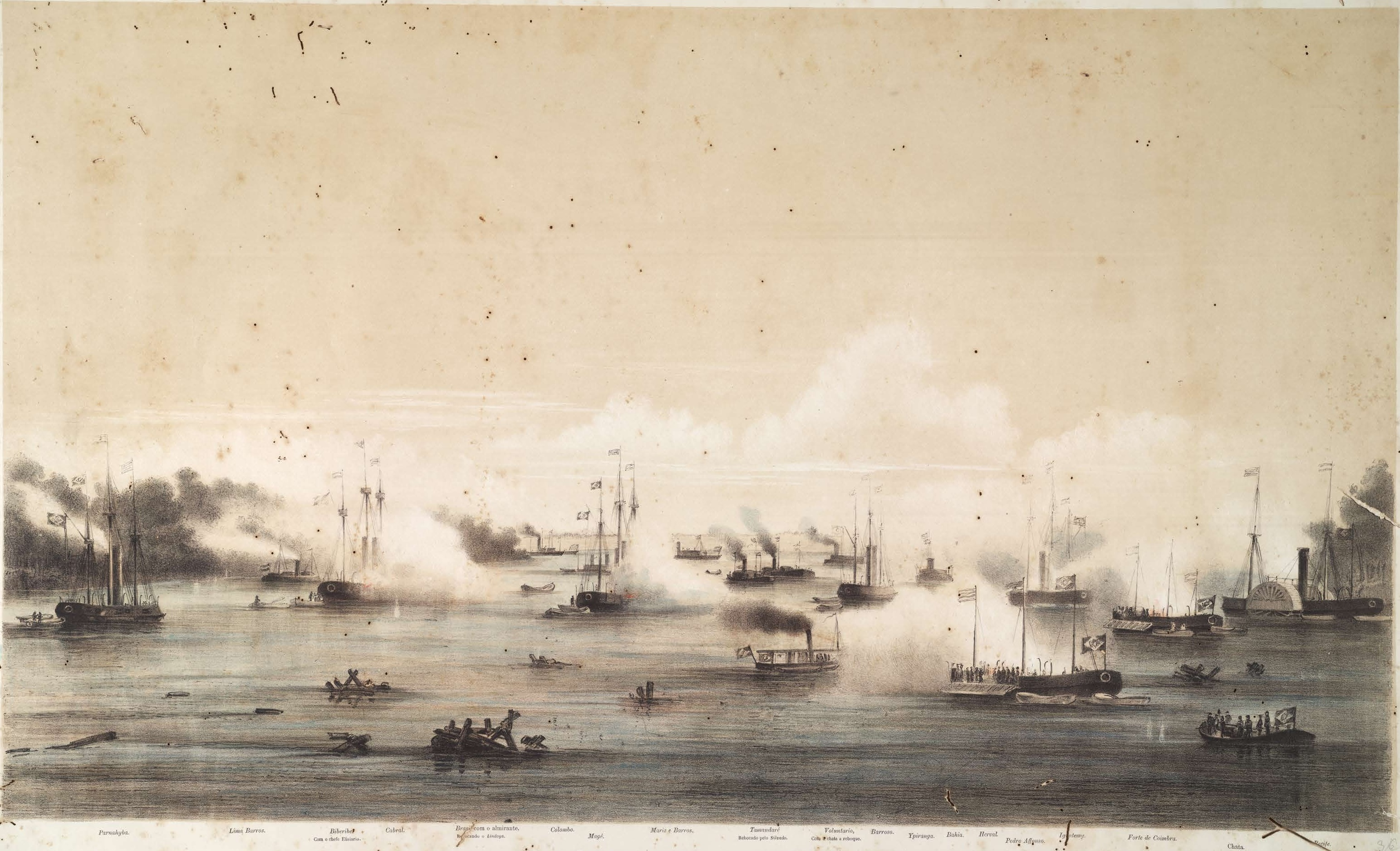
Passagem de Curupaiti, 15 de agosto de 1867

No dia 2 de fevereiro de 1867, os couraçados Bahia, Colombo, Herval, Barroso, Mariz e Barros, Silvado, Cabral e Tamandaré; as corvetas Paranaíba e Beberibe; a bombardeira Forte de Coimbra e duas chatas artilhadas, também sob o comando do Visconde, iniciam um prolongado bombardeio de Curupaiti, apoiados pelos atiradores do 48° Corpo de Voluntários da Pátria, que estavam posicionados no Chaco. Em paralelo, a esquadra, comandada pelo chefe Elisiário dos Santos, composta pelas canhoneiras Araguari e Iguatemi; a bombardeira Pedro Afonso, o vapor Lindóia, a chata Mercedes e o lanchão João das Botas tomaram uma posição chamada Lagoa Pitri, se agrupando em uma boa posição de onde lançaram 292 bombas sobre o forte.
Nos dias 29 de maio e 6 de agosto, a esquadra fez pequenas incursões e bombardeios na posição. No dia 15 de agosto de 1867 ocorreu a Passagem de Curupaiti, com diversos navios da frota destinada a forçar a passagem de Humaitá. No dia 13 de fevereiro de 1868, uma segunda passagem sobre Curupaiti foi realizada, forçada pelos novos monitores encouraçados Pará, Alagoas e Rio Grande e, em 3 de março, aconteceu a última passagem sobre o forte, pelas canhoneiras Beberibe e Magé. Curupaiti só seria conquistado no dia 21 de março, quando duas colunas brasileiras, uma vinda de Tuyu-Cué e outra partindo de Tuiuti, lideradas por Luís Alves de Lima e Silva, o Duque de Caxias, atacaram o forte, forçando os defensores a abandoná-lo.

## Leitura complementar
- Muñoz, Javier Romero (setembro–outubro de 2011). «The Guerra Grande: The War of the Triple Alliance, 1865-1870». Bakersfield: Decision Games. Strategy & Tactics (em inglês) (270): 6-18. ISSN 0049-2310
- Scheina, Robert L. (2003). Latin America's wars 1.ª ed. Washington, D.C.: Brassey's, Inc. ISBN 1-57488-449-2. OCLC 49942250